# Eerste klasse 1927-28 (voetbal België)
Het seizoen 1927/28 van de Belgische Eerste Klasse begon in de zomer van 1927 en eindigde in de lente van 1928. Het was het 28e officieel seizoen van de hoogste Belgische voetbalklasse. De officiële benaming destijds was Division d'Honneur of Eere Afdeeling. De competitie telde net als de voorbije seizoenen 14 clubs.
R. Beerschot AC werd kampioen, en pakte zo zijn vijfde landstitel in de jaren twintig.

## Gepromoveerde teams
Deze teams waren gepromoveerd uit de Tweede Klasse voor de start van het seizoen:
- Liersche SK (kampioen in Eerste Afdeeling)
- SC Anderlechtois (tweede in Eerste Afdeeling)

## Degraderende teams
Deze teams degradeerden naar Tweede Klasse op het eind van het seizoen:
- SC Anderlechtois
- RFC Brugeois

## Degradatiestrijd
Nieuwkomer SC Anderlechtois eindigde afgetekend op een laatste plaats en degradeerde na een seizoen opnieuw. Voor de voorlaatste plaats kwamen echter heel wat meer ploegen in aanmerking. In de eindrangschikking eindigde zelfs de nummer 4 uiteindelijk slechts 5 punten boven de degradatieplaats. Vier ploegen eindigden uiteindelijk ex aequo met 22 punten. Een play-off tussen deze ploegen moest uitmaken wie zou degraderen. In die play-off speelde elke ploeg een maal tegen elke andere in een minicompetitie. De ploeg die het laatst eindigde degradeerde. RFC Brugeois kon geen enkele wedstrijd winnen, werd laatste, en zakte zo een niveau terug.
|   |   |                             | P | W | G | V | + | - | DS | Ptn |
| - | - | --------------------------- | - | - | - | - | - | - | -- | --- |
|   | 1 | Daring Club de Bruxelles SR | 3 | 3 | 0 | 0 | 7 | 2 | 5  | 6   |
|   | 2 | RC Malines                  | 3 | 1 | 1 | 1 | 7 | 4 | 3  | 3   |
|   | 3 | R. Racing Club de Bruxelles | 3 | 1 | 1 | 1 | 4 | 5 | -1 | 3   |
| D | 4 | RFC Brugeois                | 3 | 0 | 0 | 3 | 2 | 9 | -7 | 0   |

P: wedstrijden gespeeld, W: wedstrijden gewonnen, G: gelijke spelen, V: wedstrijden verloren, +: gescoorde doelpunten, -: doelpunten tegen, DS: doelsaldo, Ptn: totaal punten
D: degradatie

## Clubs
Volgende veertien clubs speelden in 1927/28 in Eerste Klasse. De nummers komen overeen met de plaats in de eindrangschikking:
| # kaart | Stam- nummer | Club                        | Plaats              | Stadion                                            | # seiz. 1e klasse |
| ------- | ------------ | --------------------------- | ------------------- | -------------------------------------------------- | ----------------- |
| 1       | 13           | R. Beerschot AC             | Antwerpen           | Olympisch Stadion                                  | 22e               |
| 2       | 16           | R. Standard Club Liège      | Luik                | Sclessin                                           | 12e               |
| 3       | 12           | RCS Brugeois                | Brugge              | Stade CS Brugeois                                  | 24e               |
| 4       | 28           | Berchem Sport               | Berchem, Antwerpen  | terrein aan de Grote Steenweg                      | 6e                |
| 5       | 30           | Liersche SK                 | Lier                | Lisperstadion                                      | 1e                |
| 6       | 7            | ARA La Gantoise             | Gent                | Jules Ottenstadion                                 | 10e               |
| 7       | 1            | R. Antwerp FC               | Deurne, Antwerpen   | Bosuilstadion                                      | 27e               |
| 8       | 10           | Union Royale Saint-Gilloise | Vorst               | Joseph Marienstadion (Dudenpark) (nr 7 op kaartje) | 22e               |
| 9       | 11           | RRC de Gand                 | Gent                | Emmanuel Hielstadion                               | 13e               |
| 10      | 24           | RC Malines                  | Mechelen            | Antwerpsesteenweg                                  | 10e               |
| 11      | 2            | Daring Club de Bruxelles SR | Sint-Jans-Molenbeek | Daringstadion (nr 5 op kaartje)                    | 20e               |
| 12      | 6            | R. Racing Club de Bruxelles | Ukkel               | Stade du Vivier d'Oie (nr 10 op kaartje)           | 27e               |
| 13      | 3            | RFC Brugeois                | Brugge              | De Klokke                                          | 26e               |
| 14      | 35           | SC Anderlechtois            | Anderlecht          | Stade Émile Versé (nr 6 op kaartje)                | 5e                |

## Eindstand
|   |    |                             | P  | W  | G | V  | +  | -  | DS  | Ptn |
| - | -- | --------------------------- | -- | -- | - | -- | -- | -- | --- | --- |
| K | 1  | R. Beerschot AC             | 26 | 23 | 2 | 1  | 85 | 26 | 59  | 48  |
|   | 2  | R. Standard Club Liège      | 26 | 17 | 3 | 6  | 90 | 55 | 35  | 37  |
|   | 3  | RCS Brugeois                | 26 | 16 | 2 | 8  | 69 | 55 | 14  | 34  |
|   | 4  | Berchem Sport               | 26 | 12 | 3 | 11 | 49 | 45 | 4   | 27  |
|   | 5  | Liersche SK                 | 26 | 12 | 2 | 12 | 48 | 54 | -6  | 26  |
|   | 6  | ARA La Gantoise             | 26 | 10 | 4 | 12 | 59 | 58 | 1   | 24  |
|   | 7  | R. Antwerp FC               | 26 | 9  | 6 | 11 | 52 | 64 | -12 | 24  |
|   | 8  | Union Royale Saint-Gilloise | 26 | 10 | 3 | 13 | 46 | 54 | -8  | 23  |
|   | 9  | RRC de Gand                 | 26 | 10 | 3 | 13 | 49 | 60 | -11 | 23  |
|   | 10 | RC Malines                  | 26 | 10 | 2 | 14 | 61 | 65 | -4  | 22  |
|   | 11 | Daring Club de Bruxelles SR | 26 | 8  | 6 | 12 | 44 | 58 | -14 | 22  |
|   | 12 | R. Racing Club de Bruxelles | 26 | 8  | 6 | 12 | 53 | 58 | -5  | 22  |
| D | 13 | RFC Brugeois                | 26 | 9  | 4 | 13 | 43 | 59 | -16 | 22  |
| D | 14 | SC Anderlechtois            | 26 | 4  | 2 | 20 | 46 | 82 | -36 | 10  |

P: wedstrijden gespeeld, W: wedstrijden gewonnen, G: gelijke spelen, V: wedstrijden verloren, +: gescoorde doelpunten, -: doelpunten tegen, DS: doelsaldo, Ptn: totaal punten
K: kampioen, D: degradatie

## Topscorers
| Scorer          | Goals | Team                        | Land   |
| --------------- | ----- | --------------------------- | ------ |
| Raymond Braine  | 35    | R. Beerschot AC             | België |
| François Ledent | 25    | R. Standard Club Liège      | België |
| Guillaume Ulens | 22    | R. Antwerp FC               | België |
| Pierre Mertens  | 21    | R. Beerschot AC             | België |
| Julien Lammens  | 20    | ARA La Gantoise             | België |
| Gerard De Vos   | 18    | RCS Brugeois                | België |
| Ferdinand Adams | 18    | SC Anderlechtois            | België |
| René Ledent     | 18    | R. Standard Club Liège      | België |
| Raymond Desmedt | 17    | Daring Club de Bruxelles SR | België |
| Jan Diddens     | 17    | RC Malines                  | België |

1895/96 · 1896/97 · 1897/98 · 1898/99 · 1899/00 · 1900/01 · 1901/02 · 1902/03 · 1903/04 · 1904/05 · 1905/06 · 1906/07 · 1907/08 · 1908/09 · 1909/10 · 1910/11 · 1911/12 · 1912/13 · 1913/14 · 1914/15 · 1915/16 · 1916/17 · 1917/18 · 1918/19 · 
1919/20 · 1920/21 · 1921/22 · 1922/23 · 1923/24 · 1924/25 · 1925/26 · 1926/27 · 1927/28 · 1928/29 · 1929/30 · 1930/31 · 1931/32 · 1932/33 · 1933/34 · 1934/35 · 1935/36 · 1936/37 · 1937/38 · 1938/39 · 1939/40 · 1940/41 · 1941/42 · 1942/43 · 1943/44 · 1944/45 · 1945/46 · 1946/47 · 1947/48 · 1948/49 · 1949/50 · 1950/51 · 1951/52 · 1952/53 · 1953/54 · 1954/55 · 1955/56 · 1956/57 · 1957/58 · 1958/59 · 1959/60 · 1960/61 · 1961/62 · 1962/63 · 1963/64 · 1964/65 · 1965/66 · 1966/67 · 1967/68 · 1968/69 · 1969/70 · 1970/71 · 1971/72 · 1972/73 · 1973/74 · 1974/75 · 1975/76 · 1976/77 · 1977/78 · 1978/79 · 1979/80 · 1980/81 · 1981/82 · 1982/83 · 1983/84 · 1984/85 · 1985/86 · 1986/87 · 1987/88 · 1988/89 · 1989/90 · 1990/91 · 1991/92 · 1992/93 · 1993/94 · 1994/95 · 1995/96 · 1996/97 · 1997/98 · 1998/99 · 1999/00 · 2000/01 · 2001/02 · 2002/03 · 2003/04 · 2004/05 · 2005/06 · 2006/07 · 2007/08 · 2008/09 · 2009/10 · 2010/11 · 2011/12 · 2012/13 · 2013/14 · 2014/15 · 2015/16 · 2016/17 · 2017/18 · 2018/19 · 2019/20 · 2020/21· 2021/22 · 2022/23 · 2023/24 · 2024/25